# نجيم
نجيم (باللغة الفرنسية Najim) مغني راي جزائري-فرنسي ولد في Suresnes، فرتسا في 18 يناير / كانون الثاني 1985 من أب من أصل جزائري وأم فرنسية، ولكنه عاش في برج بوعريج، الجزائر منذ كان عمره ثلاثة أشهر بسبب طلاق والديه. بدأ الغناء في عمر صغير في مناسبات عائلية وفي بعض الملاهي الليلية لأن عمومه كانوا موسيقيين. رجع إلى فرنسا في عمر السابعة عشرة. أصدر ألبومه الأول عام 2004 وكان له تعاون مهم مع شيخة ريميتي، ويلي دينزي ومع المغني آرش لباف. يغني بالفرنسية والعربية واللهجة الجزائرية ولع عقد فني موقع مع EMI/Virgin Music France

## الألبومات
- 2004: Kount Enhawes
- 2006: Hsabtek ana
- 2007: Saba
- 2010: Mkhabarni Galbi
- 2015: Raïvolution

## السينغلز
- 2004: Jusqu'au bout du monde (ويلي دينزي ونجيم)
- 2004: Ya mama مع كنزة فرح
- 2008: (Près de toi (Suddenly مع آرش لباف وريبيكا زاديغ
- 2011: Oulach oulach khallouna tranquille
- 2015: Je t'aimais, je t'aime, je t'aimerai
- 2016: Maman n'est pas ma mère

## روابط خارجية
- نجيم على موقع ميوزك برينز (الإنجليزية)
- نجيم على موقع ديسكوغز (الإنجليزية)
- نجيم على موقع ديسكوغز (الإنجليزية)